# Fat Princess Adventures
Fat Princess Adventures è un videogioco action RPG, seguito di Fat Princess. Sviluppato da Fun Bits Interactive e pubblicato da Sony Computer Entertainment per PlayStation 4, e stato distribuito in Nord America e in Europa dal 5 dicembre 2015.

## Accoglienza
Fat Princess Adventures ha ricevuto pareri per lo più positivi, ricevendo un punteggio di 66/100 su Metacritic, e 66.67% su GameRankings.
Mark Steighner di Hardcore Gamer ha dato al videogioco 4/5 stelle: «Fat Princess era sovversivo, politicamente scorretto e inaspettatamente complesso nella sua strategia e profondità. Fat Princess Adventures rinuncia un po' di quella profondità per un design più diretto, più focalizzato sull'action RPG.» Chris Carter di Destructoid ha dato un punteggio di 7/10, affermando: «Fat Princess Adventures è una distrazione piacevole per i fan più accaniti del genere hack-and-slash [...] .»